# Liste der Monuments historiques in Treteau
Die Liste der Monuments historiques in Treteau führt die Monuments historiques in der französischen Gemeinde Treteau auf.

## Liste der Bauwerke
| Bezeichnung                | Beschreibung                       | Standort | Kennzeichnung | Schutzstatus | Datum | Bild |
| -------------------------- | ---------------------------------- | -------- | ------------- | ------------ | ----- | ---- |
| Château du Vieux Chambord  | Schloss, erbaut ab 1370            | (Lage)   | PA00093320    | Classé       | 1972  |      |
| Château de la Motte-Vesset | Schloss, erbaut im 14. Jahrhundert |          | PA03000073    | Inscrit      | 2023  |      |